# 底特律-温莎地区
底特律-温莎地区（Detroit-Windsor），是以美國密西根州底特律和加拿大安大略省温莎为中心的一个跨境溶合大都會區。2009年人口為5,976,595人，是美加邊境最大的国际大都會區。

## 外部連結
- International Metropolis （页面存档备份，存于）
- World Trade Center Detroit Windsor （页面存档备份，存于）